# نيلس شميد
نيلس شميد (بالألمانية: Nils Schmid)‏ هو محامي وسياسي ألماني، ولد في 11 يوليو 1973 في ترير في ألمانيا. حزبياً، نشط في الحزب الديمقراطي الاجتماعي الألماني (1991 – ). في الانتخابات الفيدرالية الألمانية 2017، انتخب عضو في البوندستاغ الألماني عن دائرة Nürtingen (electoral district) ‏ وقد انضم خلال فترته النيابية (24 أكتوبر 2017 – )  للكتلة البرلمانية المجموعة البرلمانية للحزب الديمقراطي الاجتماعي ‏ وانتخب عضو مجلس الشورى الموحد بادن فورتمبيرغ ‏.

## روابط خارجية
- نيلس شميد على موقع IMDb (الإنجليزية)
- نيلس شميد على موقع مونزينجر (الألمانية)